# Log Cabin Republicans

Actuel logo des Log Cabin Republicans.

Les Républicains du Log Cabin (Log Cabin Republicans en anglais, contracté en LCR ; traduisible littéralement par Les Républicains de la Cabane de Rondins) est une organisation politique fédérée américaine de gays, lesbiennes, bi et trans disposant de relais dans plusieurs États américains ainsi qu'un bureau national à Washington (district de Columbia). Ce groupe soutient le Parti républicain et milite pour les droits des homosexuel(le)s et des personnes transgenres. L'organisation elle-même a longtemps été plus attachée au parti qu'au combat qu'elle menait,.
Le 18 décembre 2006, le conseil national des directeurs nomma Patrick Sammon nouveau président de l'organisation,.
Sammon est aussi le président du Forum de l'Éducation de la Liberté, une fondation non gouvernementale et apolitique à vocation éducative qui est associée au Log Cabin. Sammon a dirigé dans un premier temps ces organisations par intérim, puis a succédé officiellement à Patrick Guerriero qui, le 1er janvier 2006, succéda lui-même à Rich Tafel comme dirigeant du Log Cabin Republicans. Guerriero décida de quitter la direction du Log Cabin le 1er septembre 2006 pour diriger le Fonds d'action Gill.

## Histoire
Le nom de l'organisation est une référence au premier président des États-Unis républicain, Abraham Lincoln, qui est né dans une cabane (Log cabin en anglais).
Beaucoup de personnes impliquées dans le Log Cabin Republicans sont aussi impliquées dans le Forum de l'Éducation de la Liberté, une organisation éducative à but non lucrative de type 501(c)(3).
L'organisation californienne fut initialement popularisée sous le nom de Log Cabin Republicans, ce qui poussa l'organisation nationale à l'adopter.
Comme l'explique leur site Internet, le groupe Californien proposa initialement de s'appeler le Lincoln Club, mais découvrit que le nom était déjà utilisé par une autre organisation républicaine californienne. Donc un nom alternatif fut choisi, évoquant quand même la mémoire du Président Lincoln : Log Cabin Republicans.
Toujours à partir de leur site, « Le Parti Républicain est au pouvoir parce qu'il a embrassé les idéaux d'égalité imaginés par les Pères de la Nation et assurés par notre Constitution. Quand Abraham Lincoln déclara la Proclamation d'émancipation, une 'nouvelle naissance de la liberté' prit forme dans notre pays. Maintenant, plus de 150 ans après, le Parti Républicain a une nouvelle chance de choisir l'équité contre discrimination, l'égalité contre le sectarisme, l'espoir contre la peur, la liberté contre l'oppression. »
L'organisation utilisa initialement un portrait de Lincoln sur son site Internet et à travers ses différents outils de communication (publication, spot publicitaire).

## Impact national durant la campagne présidentielle de Dole
En août 1995, le groupe acquit une reconnaissance nationale quand le candidat républicain à l'élection présidentielle Bob Dole retourna le don de 1 000 dollars du Log Cabin Republican. La direction de la campagne de Dole retourna cette contribution après avoir été interrogée par la journaliste du Detroit News ouvertement lesbienne Deb Price à ce sujet après qu'elle eut pris connaissance de ce don dans le rapport public de la Commission des Élections Fédérales. La direction de la campagne de Dole envoya un communiqué à Price lui disant que Bob Dole était « à 100 % en désaccord avec l'agenda du Log Cabin Republicans ».
L'épisode prit de l'ampleur dans les médias quand il fut révélé qu'avant de renvoyer cette contribution, la section financière de la campagne de Dole avait sollicité l'aide financière du Log Cabin, et qu'au moment où la contribution fut remise, Dole avait pris personnellement la parole avec le directeur exécutif du Log Cabin de l'époque Rich Tafel, traitant de sujets comme le Log Cabin, la législation sur le SIDA (qui fut défendue peu avant au Sénat et que Dole s'était engagé à être le co-sponsor après une réunion menée au quartier général de la campagne de Dole avec Taflet, quelques semaines plus tôt.).
Comme des reporters, incluant Berke, avaient cherché confirmation de cette histoire avant qu'elle n'éclate, le responsable financier de la campagne de Dole demanda à Tafel de ne pas parler à la presse et précisa que « la fermeté et la diplomatie de Tafel sera extrêmement appréciée dans la durée par le Comité de Campagne ». Tafel refusa.
Les principaux responsables accusèrent Dole d'être quelqu'un de « versatile et hypocrite ». Les éditoriaux des principaux journaux américains, dont le Washington Post, le New York Times, le Boston Globe, l' Atlanta Constitution et le Times de Londres, condamnèrent l'action de Dole, suivis de commentateurs radios dont Rush Limbaugh et Don Imus,. Sous pression, Dole admit durant une conférence de presse au mois d'octobre 1995 au Capitol Hill qu'il regrettait la décision de retourner le chèque, que sa direction de campagne était responsable de ceci sans qu'il fût consulté. « Je pense que si l'on m'avait consulté, ils ne l'auraient pas fait, ils ne l'auraient pas retourné » dit Dole. En fait, Dole fut dans un premier temps énervé d'apprendre ceci mais décida de défendre son directeur de campagne de crainte de rencontrer les mêmes problèmes que durant sa campagne perdue de 1988. Dole déclarera plus tard à l'éditeur et auteur du Washington Post Bob Woodward que l'épisode du Log Cabin fut une « erreur » parce que la décision de retourner le chèque remit en cause « l'homme Bob Dole. Ce n'était plus une question relative au candidat Bob Dole. C'était au sujet de sa personne. Est-il tolérant? Tolère-t-il différents points de vue?  Tolère-t-il quelqu'un ayant un mode de vie différent du sien ? » ajouta-t-il. « C'est fondamental, c'est ce que les gens se demandent à votre sujet. Est-ce que tu vas juste faire ceci parce que politiquement ceci est intéressant ? »
Les responsables du Log Cabin rencontrèrent l'équipe de Dole pour trouver un arrangement après le revirement de Dole. Parmi les points traités, Tafel demanda qu'il n'y ait pas de discours agressifs envers les homosexuels dans les discours de la Convention Nationale Républicaine de 1996, aucun signes homophobes dans la salle de la Convention, contrairement à ce qui avait été constaté lors de la Convention de 1992. Il voulut aussi qu'une personne gay s'exprime durant la Convention ainsi qu'un appel de Dole à la reconnaissance du Log Cabin. Durant la nuit de la Convention, Stephen Fong, alors président du chapitre LCR de San Francisco, tint une série de discours mais ne fut pas publiquement identifié comme gay. Néanmoins, sa présence sur le podium fut pour l'organisation et la communauté gay « quelque chose qui aurait été inimaginable 4 ans avant », écrivit Tafel. Deux jours plus tard, Christina Martin, porte-parole de Dole, déclara que la direction de campagne « accueillait avec plaisir la contribution du Log Cabin Republicans ». Le Log Cabin déclara finalement son soutien à la candidature de Dole au poste de Président des États-Unis, et le président du Comité national républicain Haley Barbour approuva l'utilisation de la salle de conférence du Comité pour Tafel, les délégués de la convention du Log Cabin et les représentants de la direction nationale pour qu'ils puissent annoncer ce soutien.
Plus tard durant la campagne, Tafel rencontra une conseillère de Dole, Sheila Burke, et lui rappela les différents engagements retenus par le Log Cabin pour soutenir Dole dans sa campagne. Dans un document rédigé par le Log Cabin, et confirmé par des reporters de la campagne, Dole avait programmé de maintenir un ordre exécutif interdisant la discrimination fondée sur les orientations sexuelles dans les différentes agences fédérales et de maintenir dans sa totalité le budget du programme sanitaire relatif au SIDA. Dole s'assura 23 % des votes gays et lesbiens mais perdit les élections contre Bill Clinton.

## Plateforme
Le Log Cabin souligne régulièrement sa loyauté envers le Parti républicain, comme sur le site Internet où il est écrit « Nous sommes des Républicains loyaux ». « Nous croyons en un faible niveau de taxe, en un gouvernement aux actions limitées, à une défense militaire forte, à un marché libre, à la responsabilité personnelle et à la liberté individuelle. Le Log Cabin représente une part importante des familles américaines assujetties aux taxes, des gens travaillant dur qui croient fièrement en la grandeur de cette nation ». Il ne prend pas position sur l'avortement.
Mais les positions du Log Cabin diffèrent de celles du conservatisme social républicain concernant les droits des homosexuels. « Nous croyons aussi que tous les Américains ont le droit à la liberté et à l'égalité ». « Le Log Cabin se dresse contre ceux qui prêchent la haine et l'intolérance. Nous soutenons l'idée que tous les Américains méritent d'être traités de manière égale, qu'importe leur orientation sexuelle ».

## Vision du Président George H. W. Bush concernant le Log Cabin
La convention du Log Cabin de 1992 se déroula à The Woodlands au Texas, une ville-dortoir de Houston. Ce fut la première fois que le LCR accueillait autant de journalistes nationaux à une de ses conventions. Le Log Cabin disposa aussi de 2 délégués : Martin K. Keller et Frank N. Ricchiazzi. Ces deux délégués furent désignés par le gouverneur de Californie Pete Wilson. Le problème était de savoir si le LCR allait ou non soutenir la réélection du Président George H. W. Bush. Le groupe vota le refus de ce soutien.

## Le Log Cabin aujourd'hui
Depuis 1977, le LCR s'est développé à travers les États-Unis et dispose de 47 chapters et 39 comités à travers 50 états, le district de Columbia ainsi qu'à Porto Rico. Il déclare avoir des milliers de membres mais ne fournit pas la liste de ces derniers. C'est un lobby actif à Washington (district de Columbia) qui organise des conventions annuelles et lève des fonds qu'il distribue aux directions du Parti républicain ainsi qu'aux candidats sensibles aux problèmes des droits des gays et des lesbiennes. Les archives du Log Cabin Republicans sont conservées dans le Jean-Nickolaus Tretter Collection in Gay, Lesbian, Bisexual and Transgender Studies.

## Élection présidentielle de 2008
En septembre 2008, le groupe vota pour l'investiture républicaine de John McCain et de Sarah Palin à l'élection présidentielle des États-Unis de 2008. Le président du LCR Patrick Sammon déclara que la plus importante raison de ce soutien fut l'opposition de McCain à la proposition d'amendement constitutionnel pour interdire le mariage homosexuel.

## Critiques
La plupart des républicains proches du conservatisme social prirent eux-mêmes leurs distances avec cette organisation. Cependant, en 2004, Le Log Cabin fit alliance avec d'autres groupes du Parti républicain comme It's My Party Too de Christine Todd Whitman, les Republicans for Choice de Ann Stone, Republican Majority for Choice, The Wish List, Republicans for Environmental Protection, et le Republican Main Street Partnership.
Depuis les dernières années, ces groupes s'unirent pour imposer, face aux conservateurs sociaux, le rôle des centristes et des conservateurs traditionnels dans le Parti républicain. Christine Todd Whitman s'exprima à la convention du LCR en 2005 et apparut lors d'une manifestation du LCR à Cincinnati en 2006.

## Membres connus
- Marc Cherry
- Mike Gin, Maire de Redondo Beach, Californie (Référence)
- Michael Huffington
- Steve May, ancien membre de la Chambre des Représentants de l'Arizona